# Зигерих
Зигерих (Sigerich, Сигерик или Сигерих, на латински: Sigericus; † 415) е крал вестготите за седем дни през 415 г.

## Управление
Зигерих е издигнат за крал след убийството на Атаулф. Понеже Атаулф убил брат му, той започва отмъщение. Осъжда шестте сина от първия брак на Атаулф на смърт и унижава Гала Плацидия, която заедно с робите трябва да ходи пеша. След седем дни на трона е убит от привържениците на Валия.